# Chrysopidae
I Crisopidi o Crisope (Chrysopidae Schneider, 1851) sono una famiglia di Insetti dell'ordine dei Neurotteri, comprendente specie predatrici, alcune di grande interesse nel campo della lotta biologica. Sono gli insetti più rappresentativi, per l'importanza e per la morfologia, dei Neurotteri propriamente detti.

## Descrizione

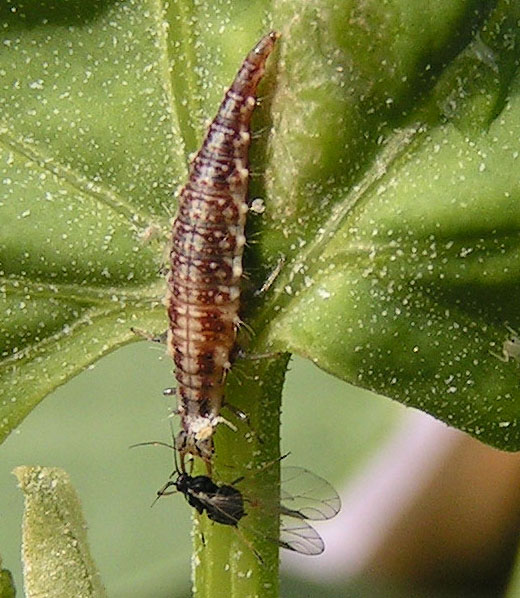
Larva di crisopa mentre preda un afide

L'adulto dei Crisopidi ha un corpo esile e delicato, di medie dimensioni, con livrea di tonalità variabile dal giallo al verde, facilmente riconoscibile. Il capo è ipognato, con antenne lunghe e filiformi, apparato boccale masticatore tipo, occhi piccoli ma prominenti e vistosi, spesso con riflessi metallici. Le ali sono ben sviluppate, trasparenti, con riflessi iridescenti, ripiegate a tetto in fase di riposo, percorse da una venulazione fittamente ramificata anche presso il margine.
Le larve sono terrestri, campodeiformi, provviste di zampe cursorie, con il corpo generalmente depresso in senso dorso ventrale e più o meno slargato posteriormente, nella regione addominale. Come in tutti i Planipennia hanno l'apertura boccale chiusa e si nutrono per mezzo di un apparato boccale pungente-succhiante conformato a forcipe. Questa funzionalità è dovuta al fatto che, in entrambi i lati la mandibola, e la lacinia mascellare sono allungate e ricurve verso il lato ventrale e conformate in modo che appressandosi delimitano un canale di suzione attraverso il quale viene aspirato l'alimento. L'apparato boccale a forcipe è sfruttato per bloccare la preda e contemporaneamente iniettarvi la saliva e aspirarne i liquidi interni.
Il dorso è spesso percorso da rilievi dell'esoscheletro più o meno sviluppati e in alcune specie la larva si mimetizza rivestendosi con frammenti delle spoglie delle loro vittime.
Le pupe si sviluppano entro un bozzolo di seta secreto dai tubi malpighiani delle larve. A maturità abbandonano il bozzolo, prima della muta.

## Biologia

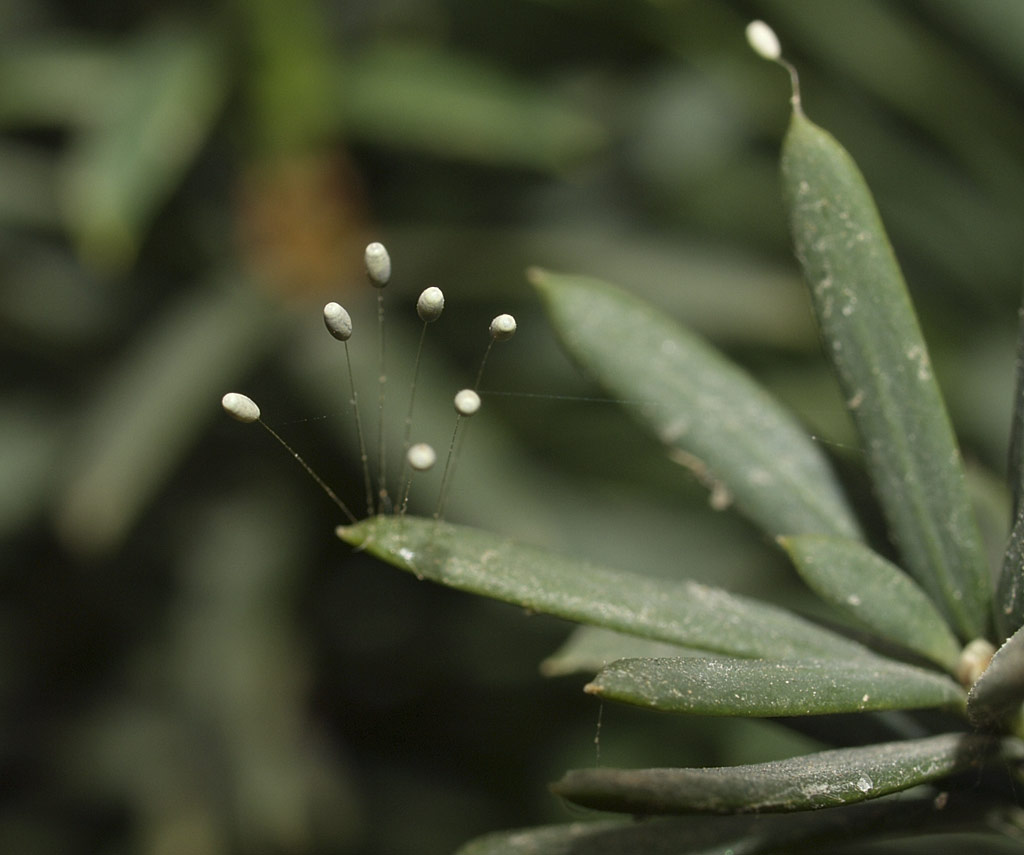
La caratteristica ovatura di un Crisopide

Gli adulti dei Crisopidi hanno regimi dietetici differenti secondo la specie. In generale possono essere distinti in tre gruppi:
in alcune specie sono predatrici, con regime dietetico entomofago, altre sono fitofaghe (ma di nessuna importanza in fatto di dannosità) oppure si nutrono di liquidi zuccherini o polline, altre non si nutrono affatto. Hanno abitudini notturne e sono discreti volatori, in grado di percorrere anche un centinaio di chilometri; tuttavia il volo è irregolare e intervallato da pause sulla vegetazione. Sono facilmente attratti dalle fonti luminose.
Le larve sono predatrici fondamentalmente polifaghe, anche se manifestano specifiche preferenze. In generale attaccano Acari, uova, Afidi o altri Rincoti, larve di microlepidotteri. Sono piuttosto mobili, molto attive e voraci e, in condizioni di carenza di vittime, facilmente dedite al cannibalismo. Cacciano prevalentemente nelle ore notturne, mentre di giorno in genere riposano protette in nascondigli.

## Ovatura
L'elemento più caratteristico dei Crisopidi è la particolare forma dell'ovatura: le uova sono infatti portate da sottilissimi filamenti, prodotti da secrezioni ghiandolari dell'apparato genitale della femmina. Anche se di piccole dimensioni, si possono individuare facilmente sulle foglie, spesso in prossimità di colonie di Afidi.
Le uova così deposte possono essere isolate oppure in piccoli gruppi.

## Sistematica
La famiglia comprende diversi generi, di cui circa una decina presenti in Italia, con una trentina di specie:
- Abachrysa
- Ankylopteryx
- Anomalochrysa
- Brinckochrysa
- Ceraeochrysa
- Chrysocerca
- Chrysopa
- Chrysoperla
- Chrysopidia
- Chrysopodes
- Cunctochrysa
- Domenechus
- Eremochrysa
- Evanochrysa

- Glenochrysa
- Himalochrysa
- Italochrysa
- Leucochrysa
- Loyola
- Mallada
- Nacarina
- Nacaura
- Nineta
- Nobilinus
- Nodita
- Nothancyla
- Nothochrysa
- Odontochrysa

- Peyerimhoffina
- Plesiochrysa
- Pseudomallada
- Rexa
- Retipenna
- Semachrysa
- Signochrysa
- Sinochrysa
- Suarius
- Tibetochrysa
- Tumeochrysa
- Xanthochrysa
- Yunchrysopa

I generi di maggiore importanza sono Chrysopa e Chrysoperla.